# عشق من جانکی
عشق من جانکی (به تلگو: Jaya Janaki Nayaka) فیلمی هندی محصول سال ۲۰۱۷ و به کارگردانی بویاپاتی سرینو است. در این فیلم بازیگرانی همچون بلامکوندا سرینیواس، راکول پریت سینگ، جاگاپاتی ببو، آر.ساراتکومار، سومان، کاترین ترسا و پراگیا جایسوال ایفای نقش کرده‌اند.